# MeTV
MeTV est une chaîne de télévision américaine détenue par Weigel Broadcasting créée le 1er janvier 2005 et distribuée sur le sous-canal numérique de nombreuses stations à travers le pays. Elle diffuse des classiques de la télévision des années 1950 aux années 1980. Elle est la station-sœur de This TV qui se concentre plus sur les films.

## Histoire
MeTV a débuté comme bloc de programmation entre midi et 15 h sur la station indépendante ethnique de faible puissance WFBT à Chicago. Le 1er janvier 2005, les lettres d'appel de la station sont devenues WWME-CA et la programmation de MeTV est devenu un service 24 heures alors que la programmation ethnique est transférée à sa station-sœur W48DD qui est devenu WFBT, et ensuite WMEU-CD qui s'identifie sous le nom de MeToo le 1er mars 2008, une extension de MeTV.
À cette date, l'affilié CBS de Milwaukee appartenant à Weigel, WDJT-TV, a commencé à diffuser MeTV sur un sous-canal numérique. Entre-temps, Weigel a fait l'acquisition de la station WJJA (Home Shopping) de Milwaukee, a changé les lettres d'appel pour WBME-TV et commencé à diffuser la programmation MeTV dès le 21 avril 2008. Après 6 mois de diffusion en simultané, le sous-canal de l'affilié CBS a alors changé d'affiliation pour This TV le 1er novembre 2008.
La version nationale de MeTV a été lancée le 15 décembre 2010, faisant concurrence à RTN et Antenna TV.
Le 25 juin 2024, une chaîne sœur à MeTV diffusant des anciens dessins animés, concurrente à Boomerang, a été créée sous le nom de MeTV Toons avec des programmes comme Looney Tunes, Woody Woodpecker et Tom et Jerry.

## Programmation
La majorité de la programmation provient du catalogue de CBS Television Distribution et 20th Television et autres séries provenant d'autres compagnies.
- Batman
- The Beverly Hillbillies
- Ma sorcière bien-aimée (Bewitched)
- La Grande Vallée (The Big Valley)
- The Bob Newhart Show (en)
- Bonanza
- The Brady Bunch
- L'Homme à la Rolls (Burke's Law)
- Car 54, Where Are You? (en)
- Columbo
- Combat !
- Daniel Boone
- The Dick Van Dyke Show
- Dobie Gillis
- The Donna Reed Show
- Emergency! (en)
- Le Fugitif (The Fugitive)
- Max la Menace (Get Smart)
- The Green Hornet
- Gunsmoke
- Hawaï police d'État (Hawaii Five-O)
- Papa Schultz (Hogan's Heroes)
- Honey West
- Jinny de mes rêves (I Dream of Jeannie)
- I Love Lucy
- L'Homme invisible (The Invisible Man)
- Kojak
- Laurel et Hardy
- Perdus dans l'espace (Lost In Space)
- Make Room For Daddy (ou The Danny Thomas Show (en))
- The Mary Tyler Moore Show
- M*A*S*H
- Mission impossible
- Bonne chance M. Lucky (Mr. Lucky)
- Mes trois fils (My Three Sons)
- Naked City
- Night Gallery
- The Odd Couple
- Perry Mason
- Peter Gunn
- Petticoat Junction (en)
- The Phil Silvers Show (en) (ou Sgt. Bilko)
- The Rebel (en)
- L'Homme à la carabine (The Rifleman)
- 200 dollars plus les frais (The Rockford Files)
- Route 66
- Le Saint (The Saint)
- Star Trek
- That Girl (en)
- Thriller
- Twelve O'Clock High (en)
- La Quatrième Dimension (The Twilight Zone)
- Voyage au fond des mers (Voyage to the Bottom of the Sea)
- La Grande Caravane (Wagon Train)
- Les Mystères de l'Ouest (The Wild Wild West)

### Jeunesse
- Les Maîtres de l'univers (He-Man and the Masters of the Universe)
- She-Ra, la princesse du pouvoir (She-Ra: Princess of Power)
- Edgemont
- Green Screen Adventures (en)
- Children Talk
- Cookin' With Cutty
- Mad About
- Safari
- Travel Thru History
- Workforce

## Affiliés
MeTV est distribué dans plus de 140 marchés. Contrairement à ses compétiteurs, MeTV est distribué comme chaîne principale dans certains marchés.
| #   | Marché                 | Station | Propriétaire                      |
| --- | ---------------------- | ------- | --------------------------------- |
| 1   | New York               | WZME    | NRJ TV, LLC                       |
| 2   | Los Angeles            | KDOC-TV | Ellis Communications              |
| 3   | Chicago                | WWME-CA | Weigel Broadcasting               |
| 4   | Philadelphie           | WFMZ-TV | Maranatha Broadcasting Company    |
| 5   | Dallas                 | KTXD-TV | London Broadcasting Company       |
| 6   | San Francisco          | KOFY-TV | Granite Broadcasting Corporation  |
| 7   | Boston                 | WCVB-TV | NRJ TV, LLC                       |
| 8   | Atlanta                | WSB-TV  | Cox Media Group                   |
| 9   | Washington, D.C.       | WJLA-TV | Allbritton Communications Company |
| 10  | Houston                | KUBE-TV | New World TV Group                |
| 11  | Détroit                | (aucun) |                                   |
| 12  | Phoenix (Arizona)      | KAZT-TV | Londen Media Group                |
| 13  | Tampa                  | WFLA-TV | Media General                     |
| 14  | Seattle                | KVOS-TV | OTA Broadcasting, LLC             |
| 15  | Minneapolis            | KSTC-TV | Hubbard Broadcasting              |
| 16  | Denver                 | KTVD    | Gannett Company                   |
| 17  | Miami                  | WPLG    | Post-Newsweek Stations            |
| 18  | Cleveland              | WOIO    | Raycom Media                      |
| 19  | Orlando                | WESH    | Hearst Television                 |
| 20  | Sacramento             | KCRA-TV | Hearst Television                 |
| 20  | Sacramento             | KCSO-LD | Sainte Partners II                |
| 21  | Saint-Louis (Missouri) | WRBU    | Roberts Broadcasting Company      |
| 22  | Portland               | KATU    | Fisher Communications             |
| 42  | Norfolk (Virginie)     | WVEC-TV | Belo Corporation                  |
| 69  | Wichita                | KAKE    | Gray Television                   |
| 75  | Omaha (Nebraska)       | KETV    | Hearst Television                 |
| 93  | Plattsburgh/Burlington | WPTZ    | Hearst Television                 |
| 126 | Yakima (Washington)    | KAPP    | Morgan Murphy Media               |
| 130 | Redding (Californie)   | KRCR-TV | Bonten Media Group, LLC           |
| 141 | Beaumont (Texas)       | KBMT    | National Communications           |